# カールスルーエ・シュタットバーンGT8-100C/2S形電車
GT8-100C/2S形は、ドイツの都市・カールスルーエや周辺都市を結ぶトラムトレイン（カールスルーエ・モデル）で使用されている電車。カールスルーエ市内の路面電車（カールスルーエ市電）とドイツ鉄道双方に適合した規格を有する車両である。

## 概要
カールスルーエ・モデルは、カールスルーエを中心とした、路面電車と鉄道の直通運転を含む大規模な鉄道網の総称である。この路線網の計画が開始されたのは1980年代であったが、その過程で電圧や車両限界、車両の強度、無線設備といった様々な規格が異なる路面電車（カールスルーエ市電）と鉄道（当時のドイツ連邦鉄道）を直通する車両が求められるようになった。それを受けて1986年以降カールスルーエ市電の車両を用いた試運転が実施され、この成果を基に開発が実施されたのが交直流電車のGT8-100C/2S形である。
両運転台・両方向形の3車体連接車で、設計に際してはカールスルーエ市電のうち、鉄道線へ直通する系統で使用されていたGT6-80CやGT8-80Cが基になっている。前後車体にはシャルフェンベルク式自動連結器が設置されており、営業運転時は最大2両（路面電車区間）および3両（鉄道区間）、設計上は最大5両まで連結する事が可能な構造である。
直流電化の路面電車区間と交流電化の鉄道区間双方での走行に対応するため、交流区間においては中間車体に搭載された整流器や変圧器を用いて交流の電気を直流の電気に変換する機構が搭載されている。これらの電圧の変更は各所に設置されたデッドセクションにおいて自動的に行われる。ただし、機器の関係上電気を架線に戻す回生ブレーキは路面電車区間でのみ使用可能となっている。これ以外にも、GT8-100C/2S形に設置されている無線や安全システムについても路面電車と鉄道双方の規格に対応した構造となっている。

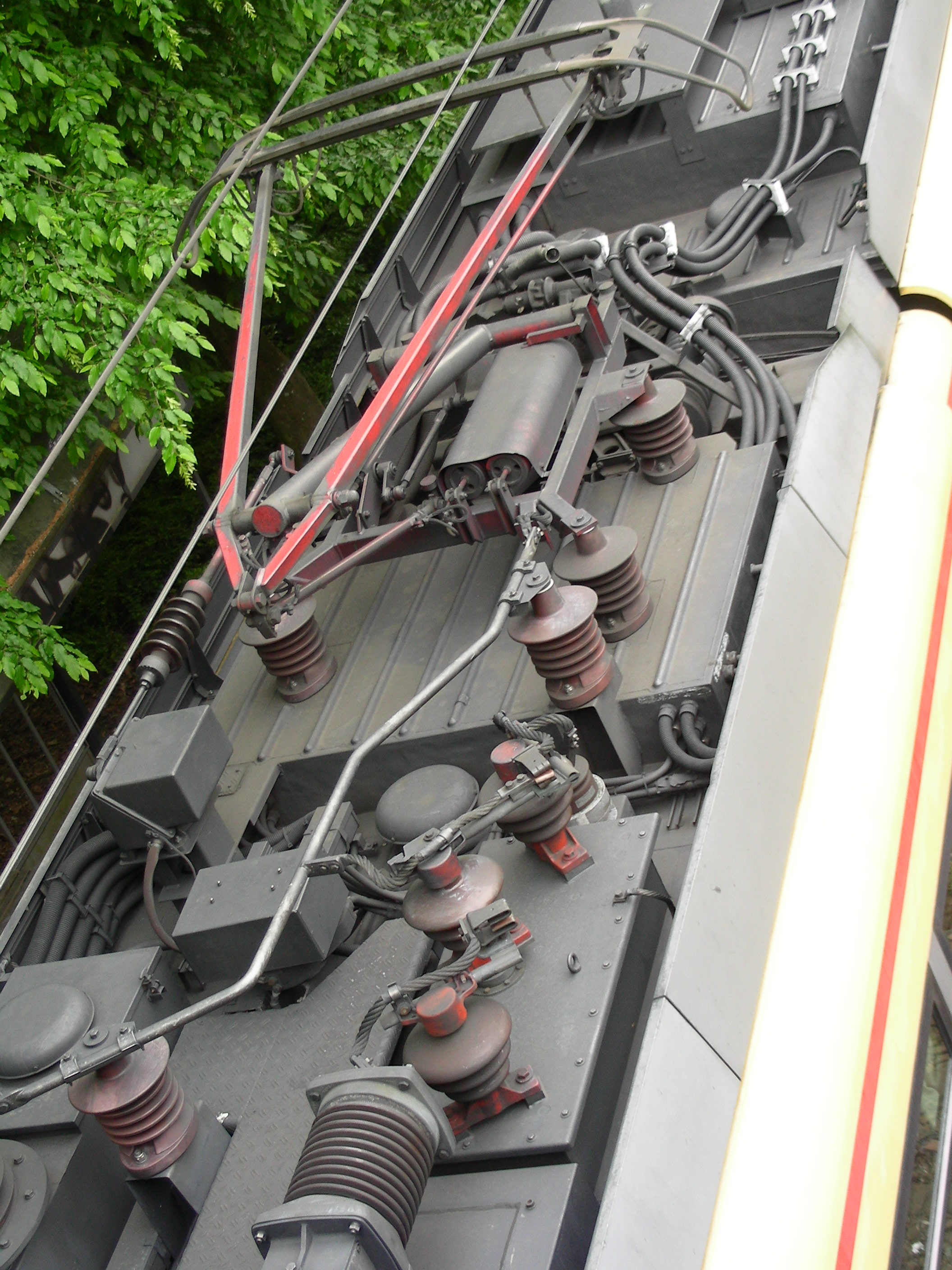
屋根上の機器
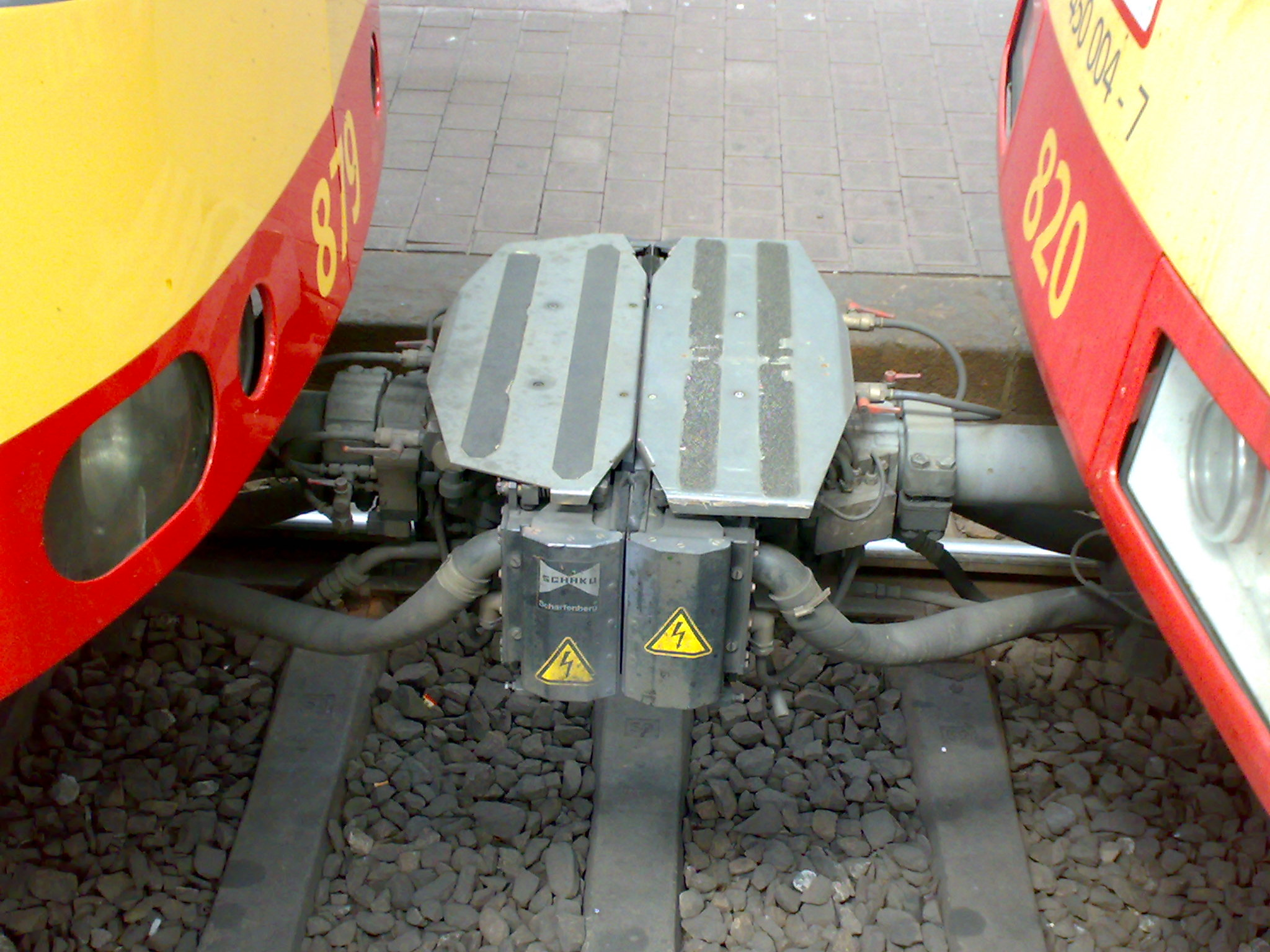
繋がれた連結器
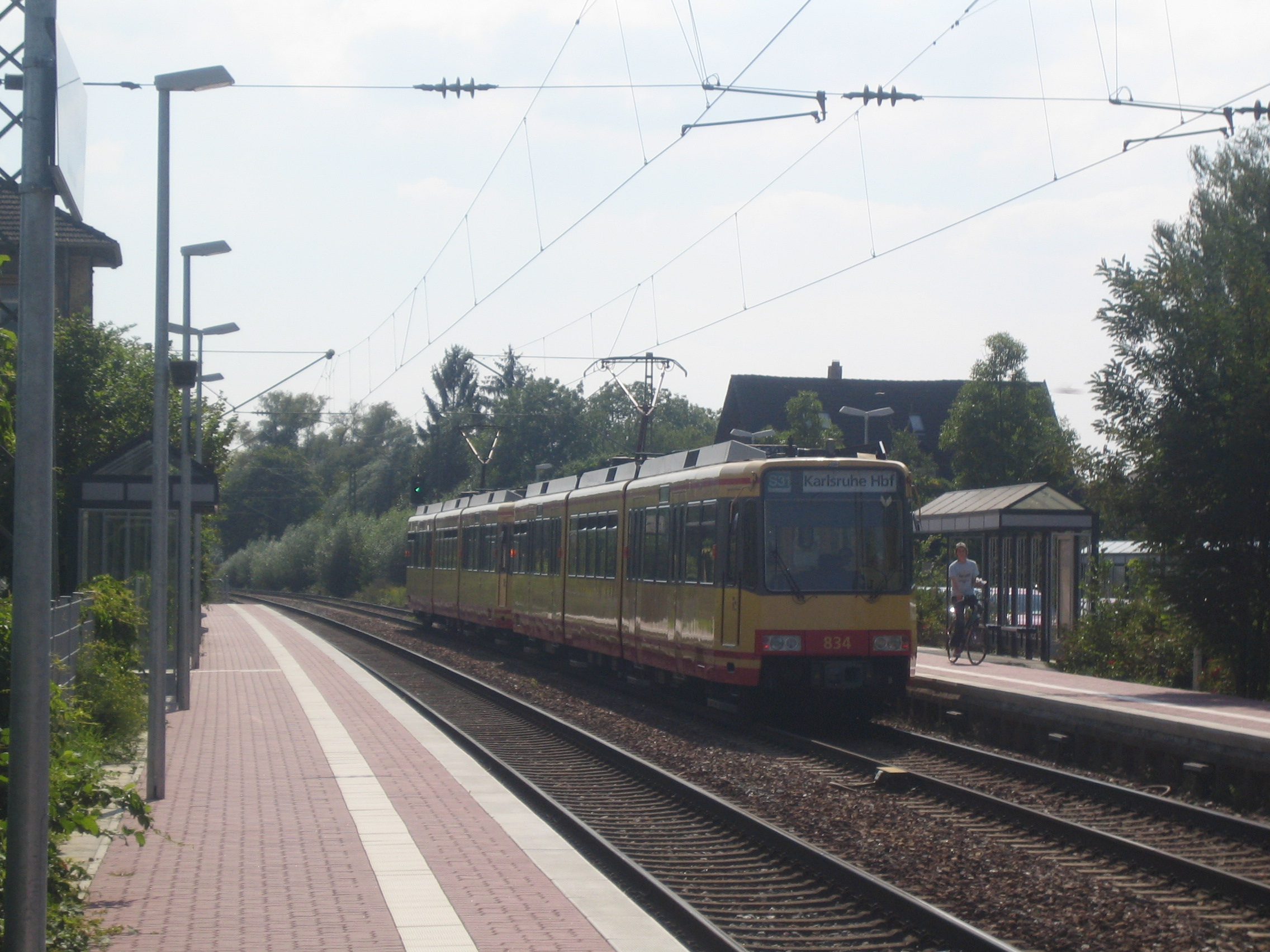
連結運転を行うGT8-100C/2S形（2005年撮影）

当初の製造計画から遅れが生じたものの、1991年に最初の車両が完成し、同年からドイツ連邦鉄道の路線で営業運転を開始した。カールスルーエ市電への直通を含めた本格的なトラムトレインの運行開始は翌1992年からである。それ以降もGT8-100C/2S形は1995年まで増備が行われ、計36両（801 - 836）が製造された。そのうち1994年製の4両（816 - 820）については2019年までドイツ連邦鉄道改めドイツ鉄道（DBレギオ）が所有し、「450形」という独自の形式名も与えられていた。また、1991年製の2両（809、810）については車内に便所が設置されている。
2022年現在もカールスルーエ・シュタットバーンの各系統に使用されているが、同年時点で事故による廃車を含め複数の車両が営業運転から撤退しており、そのうち2両はスイスの電化鉄道路線であるオルブ-シャヴォルネ線へ譲渡されている。

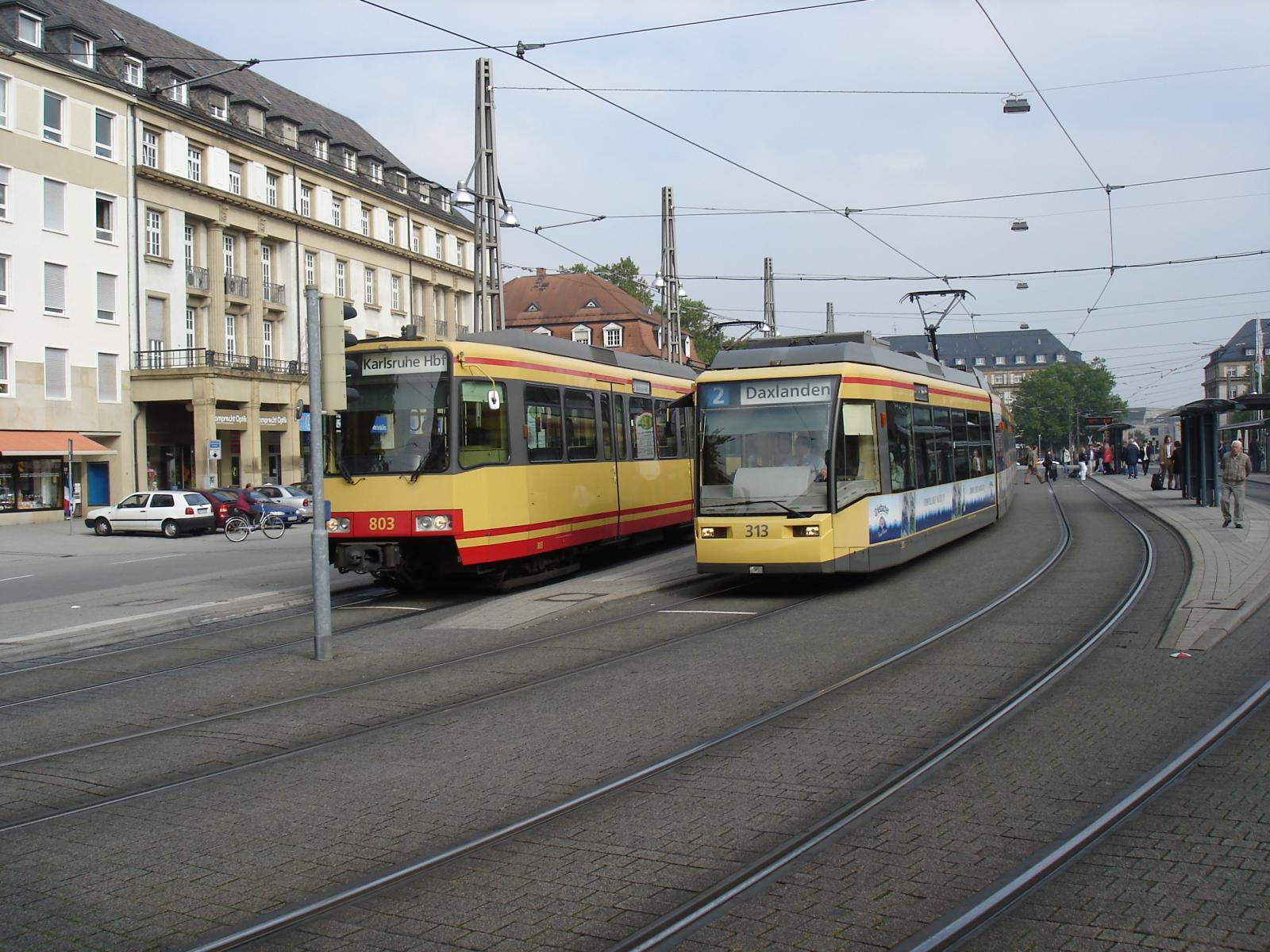
路面電車車両（右）と並ぶGT8-100C/2S形（左）（2005年撮影）
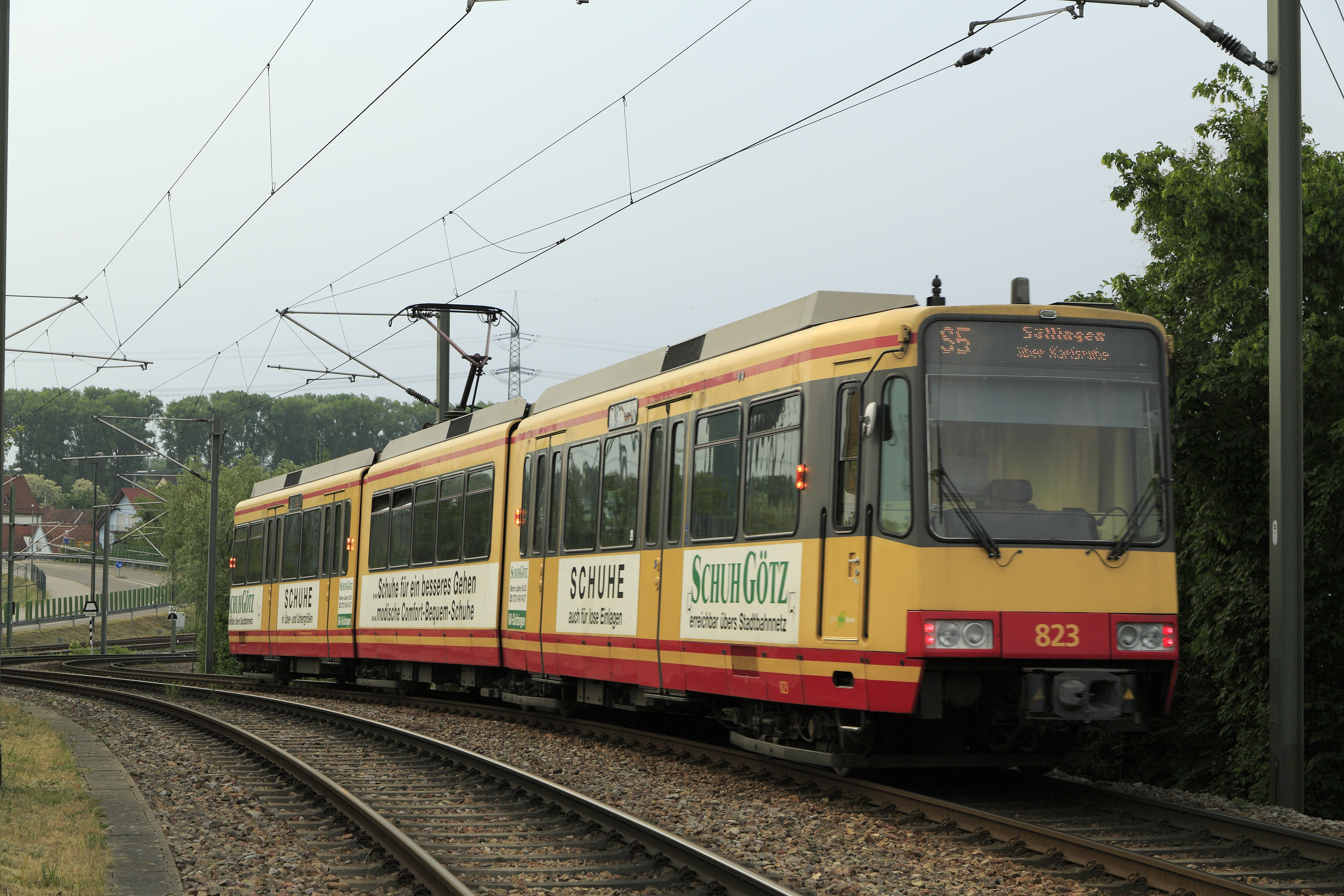
ドイツ鉄道の区間を走行するGT8-100C/2S形（2018年撮影）
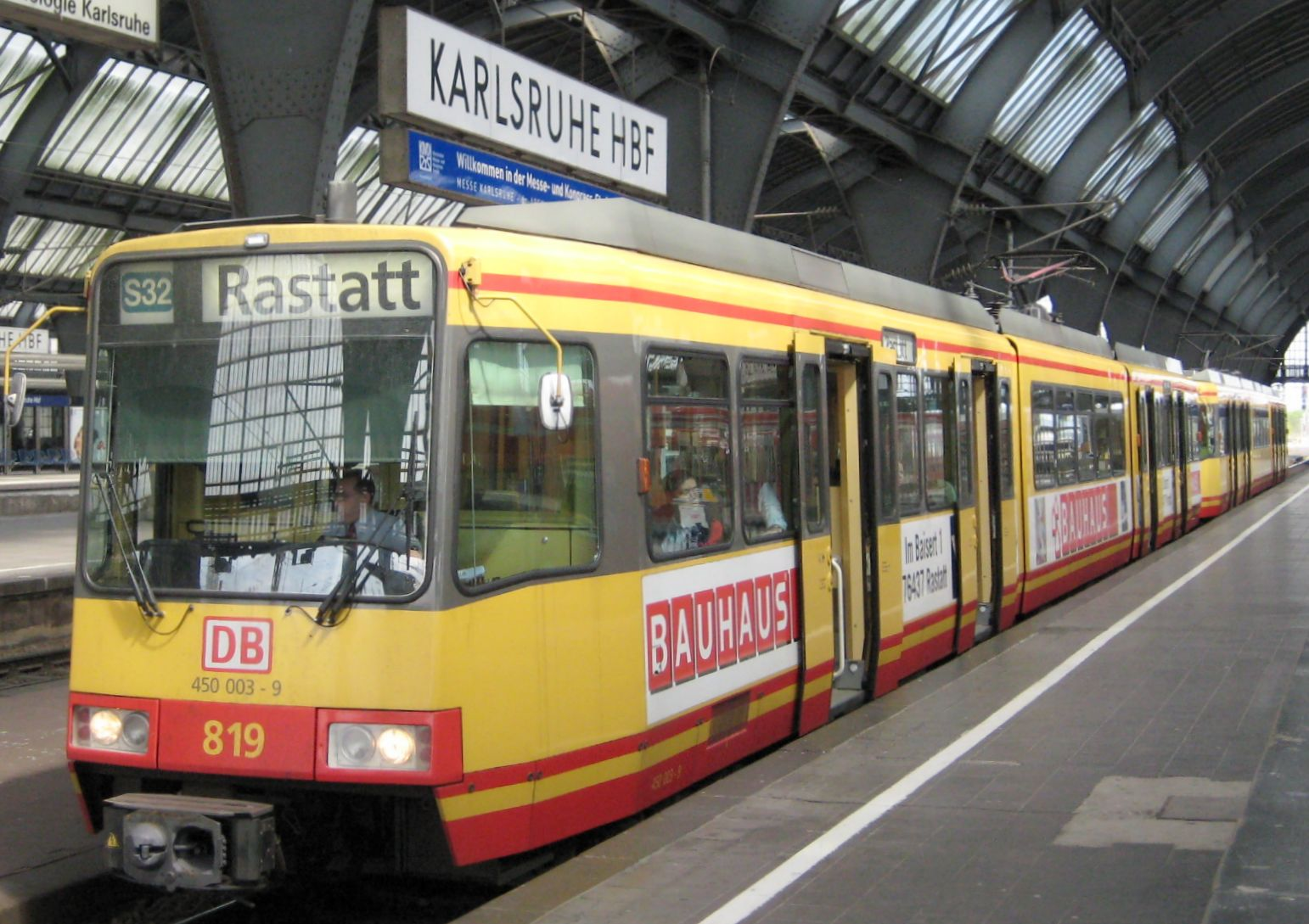
ドイツ鉄道所有車両にはドイツ鉄道のロゴマークや車両番号が記載されていた（2008年撮影）
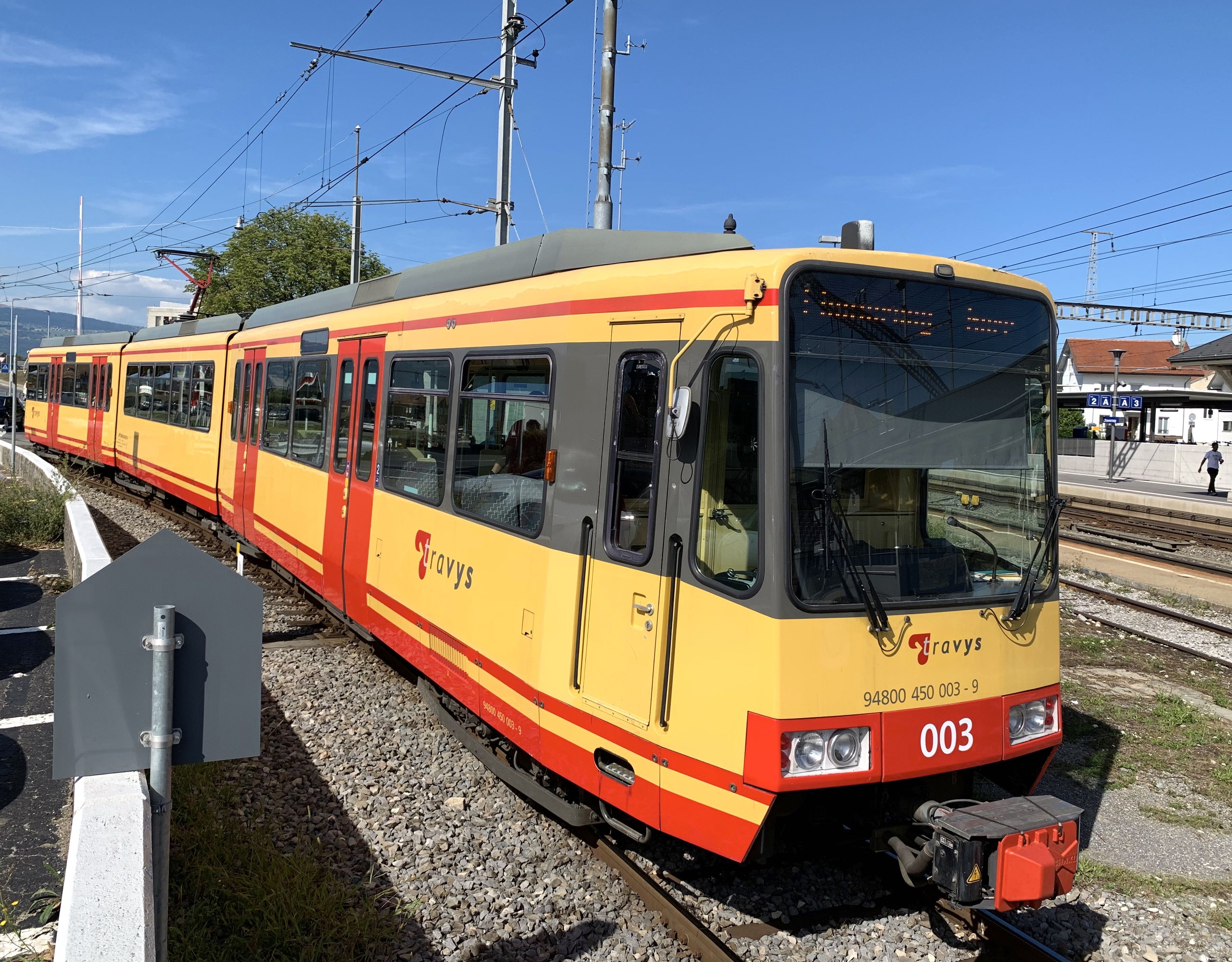
オルブ-シャヴォルネ線へ譲渡された車両（2022年撮影）